# Holger Hott
Holger Hott, celým jménem Holger Hott Johansen (* 8. dubna 1974 Tromøya), je norský reprezentant v orientačním běhu, jenž v současnosti žije v Kristiansandu. Jeho největším úspěchem jsou dvě zlaté medaile z Mistrovství světa z let 2005 v Japonsku a 2006 v Dánsku. V současnosti běhá za norský klub Kristiansand OK.